# Anton Sluckij
Anton Iosifovič (Naftali Grigorjevič) Sluckij (rusky Антон Иосифович (Нафтали Григорьевич) Слу́цкий; 1884, Varšava – 24. dubna 1918, Alušta) byl ruský revolucionář, účastník říjnové socialistické revoluce v Petrohradě a nastolení sovětské moci na Krymu v roce 1918. Také byl členem Ústředního výkonného výboru Ukrajinské lidové republiky.